# Björktjärnen (Segersta socken, Hälsingland)
Björktjärnen är en sjö i Bollnäs kommun i Hälsingland och ingår i Ljusnans huvudavrinningsområde. Sjön är 14,9 meter djup, har en yta på 0,196 kvadratkilometer och är belägen 138,4 meter över havet.

## Delavrinningsområde
Björktjärnen ingår i det delavrinningsområde (679848-154327) som SMHI kallar för Utloppet av Björktjärn. Medelhöjden är 185 meter över havet och ytan är 2,69 kvadratkilometer. Det finns inga avrinningsområden uppströms utan avrinningsområdet är högsta punkten. Vattendraget som avvattnar avrinningsområdet har biflödesordning 4, vilket innebär att vattnet flödar genom totalt 4 vattendrag innan det når havet efter 33 kilometer. Avrinningsområdet består mestadels av skog (88 procent). Avrinningsområdet har 0,2 kvadratkilometer vattenytor vilket ger det en sjöprocent på 7,3 procent.